# Stazione di Camerata Cornello
La stazione di Camerata Cornello fu una fermata della ferrovia della Valle Brembana a servizio dell'omonimo comune.

## Storia
La fermata fu aperta al servizio pubblico il 31 luglio 1926 assieme al tronco che univa il precedente capolinea di San Giovanni Bianco a Piazza Brembana. Inizialmente fu servita da treni con trazione a vapore, ma dal 1º dicembre iniziarono a essere impiegati quelli a trazione elettrica.
Il servizio viaggiatori fu soppresso il 17 marzo 1966 insieme a quello dell'intera ferrovia.

## Strutture e impianti
Il fabbricato viaggiatori è una costruzione in muratura, a pianta rettangolare, su due livelli fuori terra. A fianco dello stesso, in direzione di San Giovanni Bianco è posizionato un piccolo magazzino merci con lo spiovente lato binari a copertura del binario di scalo.
Infatti, il piazzale era formato dal solo binario di corsa della linea ferroviaria, ma era presente anche un binario tronco a servizio del piccolo scalo ferroviario.

## Movimento
La fermata era servita dai treni omnibus e accelerati Bergamo-Piazza Brembana.
Lo scalo merci fu utilizzato per caricare i marmi estratti dalla Val Parina.